# Élections cantonales de 1992 dans la Nièvre
Les élections cantonales ont eu lieu les 22 et 29 mars 1992.
Lors de ces élections, 17 des 32 cantons de la Nièvre ont été renouvelés. Elles ont vu la reconduction de la majorité socialiste dirigée par Bernard Bardin, président du conseil général depuis 1982.

## Résultats à l’échelle du département
Répartition départementale des résultats (2e tour).
- PCF (4,41 %)
- PS (40,15 %)
- Majorité (15,16 %)
- RPR (17,25 %)
- UDF (12,76 %)
- DVD (10,27 %)

| Étiquette      | Étiquette                          | Premier tour | Premier tour | Second tour | Second tour | Sièges |
| Étiquette      | Étiquette                          | Voix         | %            | Voix        | %           | Sièges |
| -------------- | ---------------------------------- | ------------ | ------------ | ----------- | ----------- | ------ |
|                | Parti socialiste                   | 18 645       | 30,63        | 18 900      | 40,15       | 6      |
|                | Parti communiste français          | 8 814        | 14,48        | 2 078       | 4,41        | 1      |
|                | Majorité présidentielle            | 6 893        | 11,32        | 7 136       | 15,16       | 2      |
| Gauche         | Gauche                             | 34 352       | 56,43        | 28 114      | 59,72       | 9      |
|                |                                    |              |              |             |             |        |
|                | Divers droite                      | 10 191       | 16,74        | 4 832       | 10,27       | 4      |
|                | Front national                     | 5 192        | 8,53         |             |             |        |
|                | Union pour la démocratie française | 4 722        | 7,76         | 6 005       | 12,76       | 1      |
|                | Rassemblement pour la République   | 4 692        | 7,71         | 8 117       | 17,25       | 3      |
|                | Extrême droite                     | 21           | 0,03         |             |             |        |
| Droite         | Droite                             | 24 818       | 40,77        | 18 954      | 40,28       | 8      |
|                |                                    |              |              |             |             |        |
|                | Les Verts                          | 1 215        | 2,00         |             |             |        |
|                | Génération écologie                | 496          | 0,81         |             |             |        |
| Écologistes    | Écologistes                        | 1 711        | 2,81         |             |             |        |
|                |                                    |              |              |             |             |        |
| Inscrits       | Inscrits                           | 95 254       | 100,00       | 81 211      | 100,00      |        |
| Abstention     | Abstention                         | 29 908       | 31,40        | 30 264      | 37,27       |        |
| Votants        | Votants                            | 65 346       | 68,60        | 50 947      | 62,73       |        |
| Blancs et nuls | Blancs et nuls                     | 4 465        | 6,83         | 3 879       | 7,61        |        |
| Exprimés       | Exprimés                           | 60 881       | 93,17        | 47 068      | 92,39       |        |

## Résultats par canton

### Canton de La Charité-sur-Loire
| Candidats      | Candidats            | Étiquette      | Premier tour | Premier tour | Second tour | Second tour |
| Candidats      | Candidats            | Étiquette      | Voix         | %            | Voix        | %           |
| -------------- | -------------------- | -------------- | ------------ | ------------ | ----------- | ----------- |
|                | Constantin Rodriguez | PS             | 1 541        | 28,63        | 2 382       | 49,96       |
|                | Jannick Larderet     | RPR            | 1 322        | 24,56        | 2 386       | 50,04       |
|                | Claude Picq          | PCF            | 885          | 16,44        | Retrait     | Retrait     |
|                | Lionel Charlois      | FN             | 604          | 11,22        |             |             |
|                | Jean-Luc Dreumont    | Verts          | 604          | 11,22        |             |             |
|                | Janine Bernadat      | UDF            | 426          | 7,92         |             |             |
|                |                      |                |              |              |             |             |
| Inscrits       | Inscrits             | Inscrits       | 7 801        | 100,00       | 7 800       | 100,00      |
| Abstention     | Abstention           | Abstention     | 2 091        | 26,80        | 2 517       | 32,27       |
| Votants        | Votants              | Votants        | 5 710        | 73,20        | 5 283       | 67,73       |
| Blancs et nuls | Blancs et nuls       | Blancs et nuls | 328          | 5,74         | 515         | 9,75        |
| Exprimés       | Exprimés             | Exprimés       | 5 382        | 94,26        | 4 768       | 90,25       |

### Canton de Corbigny
| Candidats      | Candidats             | Étiquette      | Premier tour | Premier tour | Second tour | Second tour |
| Candidats      | Candidats             | Étiquette      | Voix         | %            | Voix        | %           |
| -------------- | --------------------- | -------------- | ------------ | ------------ | ----------- | ----------- |
|                | Jean-Paul Magnon*     | PS             | 1 357        | 46,71        | 1 673       | 61,87       |
|                | Jacques Brazy         | DVD            | 651          | 22,41        | 1 031       | 38,13       |
|                | Henri Jardin          | FN             | 236          | 8,12         |             |             |
|                | Jean-Luc Donadoni     | Verts          | 183          | 6,30         |             |             |
|                | Francis Polge         | PCF            | 172          | 5,92         |             |             |
|                | Jean-Louis Barbin     | DVD            | 159          | 5,47         |             |             |
|                | Jean-Patrick Ramillon | GE             | 147          | 5,06         |             |             |
|                |                       |                |              |              |             |             |
| Inscrits       | Inscrits              | Inscrits       | 4 282        | 100,00       | 4 282       | 100,00      |
| Abstention     | Abstention            | Abstention     | 1 171        | 27,35        | 1 399       | 32,67       |
| Votants        | Votants               | Votants        | 3 111        | 72,65        | 2 883       | 67,33       |
| Blancs et nuls | Blancs et nuls        | Blancs et nuls | 206          | 6,62         | 179         | 6,21        |
| Exprimés       | Exprimés              | Exprimés       | 2 905        | 93,38        | 2 704       | 93,79       |

*sortant

### Canton de Decize
| Candidats      | Candidats            | Étiquette      | Premier tour | Premier tour | Second tour | Second tour |
| Candidats      | Candidats            | Étiquette      | Voix         | %            | Voix        | %           |
| -------------- | -------------------- | -------------- | ------------ | ------------ | ----------- | ----------- |
|                | François Perrot      | PS             | 1 822        | 40,16        | 2 474       | 55,33       |
|                | Janine Sattonnet*    | DVD            | 1 605        | 35,38        | 1 997       | 44,67       |
|                | Bernard Chopin       | PCF            | 384          | 8,46         |             |             |
|                | Hélène Rochard       | GE             | 349          | 7,69         |             |             |
|                | Georges Joyeux       | DVD            | 232          | 5,11         |             |             |
|                | Jean-Jacques Jaillot | DVD            | 145          | 3,20         |             |             |
|                |                      |                |              |              |             |             |
| Inscrits       | Inscrits             | Inscrits       | 6 761        | 100,00       | 6 761       | 100,00      |
| Abstention     | Abstention           | Abstention     | 1 991        | 29,45        | 2 095       | 30,99       |
| Votants        | Votants              | Votants        | 4 770        | 70,55        | 4 666       | 69,01       |
| Blancs et nuls | Blancs et nuls       | Blancs et nuls | 233          | 4,88         | 195         | 4,18        |
| Exprimés       | Exprimés             | Exprimés       | 4 537        | 95,12        | 4 471       | 95,82       |

*sortant

### Canton de Donzy
| Candidats      | Candidats       | Étiquette      | Premier tour | Premier tour | Second tour | Second tour |
| Candidats      | Candidats       | Étiquette      | Voix         | %            | Voix        | %           |
| -------------- | --------------- | -------------- | ------------ | ------------ | ----------- | ----------- |
|                | Claude Dekeyne* | PS             | 1 091        | 49,19        | 1 217       | 59,48       |
|                | Louis Alesina   | PS             | 547          | 24,66        | 829         | 40,52       |
|                | Joël Clement    | PCF            | 208          | 9,38         |             |             |
|                | Régis Bertrand  | PS             | 186          | 8,39         |             |             |
|                | Pierre Grenin   | FN             | 186          | 8,39         |             |             |
|                |                 |                |              |              |             |             |
| Inscrits       | Inscrits        | Inscrits       | 3 276        | 100,00       | 3 275       | 100,00      |
| Abstention     | Abstention      | Abstention     | 945          | 28,85        | 1 107       | 33,80       |
| Votants        | Votants         | Votants        | 2 331        | 71,15        | 2 168       | 66,20       |
| Blancs et nuls | Blancs et nuls  | Blancs et nuls | 113          | 4,85         | 122         | 5,63        |
| Exprimés       | Exprimés        | Exprimés       | 2 218        | 95,15        | 2 046       | 94,37       |

*sortant

### Canton de Fours
| Candidats      | Candidats      | Étiquette      | Premier tour | Premier tour |
| Candidats      | Candidats      | Étiquette      | Voix         | %            |
| -------------- | -------------- | -------------- | ------------ | ------------ |
|                | Gérard Genty*  | PS             | 1 687        | 76,27        |
|                | Michèle Amour  | PCF            | 525          | 23,73        |
|                |                |                |              |              |
| Inscrits       | Inscrits       | Inscrits       | 3 980        | 100,00       |
| Abstention     | Abstention     | Abstention     | 1 158        | 29,10        |
| Votants        | Votants        | Votants        | 2 822        | 70,90        |
| Blancs et nuls | Blancs et nuls | Blancs et nuls | 610          | 21,62        |
| Exprimés       | Exprimés       | Exprimés       | 2 212        | 78,38        |

*sortant

### Canton d'Imphy
| Candidats      | Candidats      | Étiquette      | Premier tour | Premier tour | Second tour | Second tour |
| Candidats      | Candidats      | Étiquette      | Voix         | %            | Voix        | %           |
| -------------- | -------------- | -------------- | ------------ | ------------ | ----------- | ----------- |
|                | Georges Eymery | PS             | 1 854        | 44,34        | 2 235       | 63,15       |
|                | Lucien Perrot* | PCF            | 1 122        | 26,84        |             |             |
|                | Fares Khouri   | RPR            | 809          | 19,35        | 1 304       | 36,85       |
|                | Dominique Bas  | FN             | 396          | 9,47         |             |             |
|                |                |                |              |              |             |             |
| Inscrits       | Inscrits       | Inscrits       | 6 136        | 100,00       | 6 136       | 100,00      |
| Abstention     | Abstention     | Abstention     | 1 751        | 28,54        | 2 261       | 36,85       |
| Votants        | Votants        | Votants        | 4 385        | 71,46        | 3 875       | 63,15       |
| Blancs et nuls | Blancs et nuls | Blancs et nuls | 204          | 4,65         | 336         | 8,67        |
| Exprimés       | Exprimés       | Exprimés       | 4 181        | 95,35        | 3 539       | 91,33       |

*sortant

### Canton de Luzy
| Candidats      | Candidats         | Étiquette      | Premier tour | Premier tour | Second tour | Second tour |
| Candidats      | Candidats         | Étiquette      | Voix         | %            | Voix        | %           |
| -------------- | ----------------- | -------------- | ------------ | ------------ | ----------- | ----------- |
|                | Bernard Dollet*   | DVD            | 1 610        | 49,80        | 1 804       | 56,27       |
|                | Didier Gueriaux   | PS             | 1 196        | 36,99        | 1 402       | 43,73       |
|                | Louis Cougny      | PCF            | 269          | 8,32         |             |             |
|                | Jean-Pierre Roger | FN             | 158          | 4,89         |             |             |
|                |                   |                |              |              |             |             |
| Inscrits       | Inscrits          | Inscrits       | 4 561        | 100,00       | 4 561       | 100,00      |
| Abstention     | Abstention        | Abstention     | 1 136        | 24,91        | 1 235       | 27,08       |
| Votants        | Votants           | Votants        | 3 425        | 75,09        | 3 326       | 72,92       |
| Blancs et nuls | Blancs et nuls    | Blancs et nuls | 192          | 5,61         | 120         | 3,61        |
| Exprimés       | Exprimés          | Exprimés       | 3 233        | 94,39        | 3 206       | 96,39       |

*sortant

### Canton de La Machine
| Candidats      | Candidats          | Étiquette      | Premier tour | Premier tour | Second tour | Second tour |
| Candidats      | Candidats          | Étiquette      | Voix         | %            | Voix        | %           |
| -------------- | ------------------ | -------------- | ------------ | ------------ | ----------- | ----------- |
|                | Paulette Lavergne* | PCF            | 1 660        | 45,50        | 2 078       | 63,94       |
|                | Daniel Barbier     | PS             | 927          | 25,41        | Retrait     | Retrait     |
|                | Christian Gros     | PS             | 628          | 17,21        | 1 172       | 36,06       |
|                | Etienne Somazzi    | FN             | 433          | 11,87        |             |             |
|                |                    |                |              |              |             |             |
| Inscrits       | Inscrits           | Inscrits       | 5 981        | 100,00       | 5 981       | 100,00      |
| Abstention     | Abstention         | Abstention     | 1 975        | 33,02        | 2 341       | 39,14       |
| Votants        | Votants            | Votants        | 4 006        | 66,98        | 3 640       | 60,86       |
| Blancs et nuls | Blancs et nuls     | Blancs et nuls | 358          | 8,94         | 390         | 10,71       |
| Exprimés       | Exprimés           | Exprimés       | 3 648        | 91,06        | 3 250       | 89,29       |

*sortant

### Canton de Montsauche-les-Settons
| Candidats      | Candidats                 | Étiquette      | Premier tour | Premier tour | Second tour | Second tour |
| Candidats      | Candidats                 | Étiquette      | Voix         | %            | Voix        | %           |
| -------------- | ------------------------- | -------------- | ------------ | ------------ | ----------- | ----------- |
|                | Patrice Joly              | PS             | 886          | 34,35        | 1 462       | 58,11       |
|                | Lionel Thénault*          | DVD            | 660          | 25,59        | 1 054       | 41,89       |
|                | Guy Sarrado               | PCF            | 473          | 18,34        | Retrait     | Retrait     |
|                | Marc Lherault             | DVD            | 293          | 11,36        |             |             |
|                | Régis de la Croix Vaubois | FN             | 267          | 10,35        |             |             |
|                |                           |                |              |              |             |             |
| Inscrits       | Inscrits                  | Inscrits       | 3 955        | 100,00       | 3 955       | 100,00      |
| Abstention     | Abstention                | Abstention     | 1 256        | 31,76        | 1 243       | 31,43       |
| Votants        | Votants                   | Votants        | 2 699        | 68,24        | 2 712       | 68,57       |
| Blancs et nuls | Blancs et nuls            | Blancs et nuls | 120          | 4,45         | 196         | 7,23        |
| Exprimés       | Exprimés                  | Exprimés       | 2 579        | 95,55        | 2 516       | 92,77       |

*sortant

### Canton de Nevers-Centre
| Candidats      | Candidats                | Étiquette      | Premier tour | Premier tour | Second tour | Second tour |
| Candidats      | Candidats                | Étiquette      | Voix         | %            | Voix        | %           |
| -------------- | ------------------------ | -------------- | ------------ | ------------ | ----------- | ----------- |
|                | André Vincent            | UDF            | 1 357        | 32,67        | 2 115       | 57,39       |
|                | Jean Nicot               | PS             | 1 209        | 29,10        | 1 570       | 42,61       |
|                | Marcel Narquin           | DVD            | 495          | 11,92        |             |             |
|                | Jean-François Daguin     | Verts          | 428          | 10,30        |             |             |
|                | Louis Leroy de La Brière | FN             | 403          | 9,70         |             |             |
|                | Paulette Daury           | PCF            | 262          | 6,31         |             |             |
|                |                          |                |              |              |             |             |
| Inscrits       | Inscrits                 | Inscrits       | 7 467        | 100,00       | 7 467       | 100,00      |
| Abstention     | Abstention               | Abstention     | 3 058        | 40,95        | 3 496       | 46,82       |
| Votants        | Votants                  | Votants        | 4 409        | 59,05        | 3 971       | 53,18       |
| Blancs et nuls | Blancs et nuls           | Blancs et nuls | 255          | 5,78         | 286         | 7,20        |
| Exprimés       | Exprimés                 | Exprimés       | 4 154        | 94,22        | 3 685       | 92,80       |

### Canton de Nevers-Nord
| Candidats      | Candidats           | Étiquette      | Premier tour | Premier tour | Second tour | Second tour |
| Candidats      | Candidats           | Étiquette      | Voix         | %            | Voix        | %           |
| -------------- | ------------------- | -------------- | ------------ | ------------ | ----------- | ----------- |
|                | Jean-Pierre Harris* | PS             | 2 650        | 43,46        | 2 916       | 53,90       |
|                | Claude Siri         | UDF            | 2 052        | 33,66        | 2 494       | 46,10       |
|                | Daniel Maillet      | PCF            | 763          | 12,51        |             |             |
|                | Philippe Michot     | FN             | 632          | 10,37        |             |             |
|                |                     |                |              |              |             |             |
| Inscrits       | Inscrits            | Inscrits       | 10 187       | 100,00       | 10 187      | 100,00      |
| Abstention     | Abstention          | Abstention     | 3 588        | 35,22        | 4 294       | 42,15       |
| Votants        | Votants             | Votants        | 6 599        | 64,78        | 5 893       | 57,85       |
| Blancs et nuls | Blancs et nuls      | Blancs et nuls | 502          | 7,61         | 483         | 8,20        |
| Exprimés       | Exprimés            | Exprimés       | 6 097        | 92,39        | 5 410       | 91,80       |

*sortant

### Canton de Nevers-Est
| Candidats      | Candidats         | Étiquette      | Premier tour | Premier tour | Second tour | Second tour |
| Candidats      | Candidats         | Étiquette      | Voix         | %            | Voix        | %           |
| -------------- | ----------------- | -------------- | ------------ | ------------ | ----------- | ----------- |
|                | Pierre Bérégovoy* | PS             | 1 653        | 47,23        | 1 814       | 56,51       |
|                | Philippe Morel    | UDF            | 887          | 25,34        | 1 396       | 43,49       |
|                | Louis Sopizet     | PCF            | 518          | 14,80        |             |             |
|                | Jean-Marc Bily    | FN             | 442          | 12,63        |             |             |
|                |                   |                |              |              |             |             |
| Inscrits       | Inscrits          | Inscrits       | 6 112        | 100,00       | 6 112       | 100,00      |
| Abstention     | Abstention        | Abstention     | 2 271        | 37,16        | 2 623       | 42,92       |
| Votants        | Votants           | Votants        | 3 841        | 62,84        | 3 489       | 57,08       |
| Blancs et nuls | Blancs et nuls    | Blancs et nuls | 341          | 8,88         | 279         | 8,00        |
| Exprimés       | Exprimés          | Exprimés       | 3 500        | 91,12        | 3 210       | 92,00       |

*sortant

### Canton de Nevers-Sud
| Candidats      | Candidats             | Étiquette      | Premier tour | Premier tour | Second tour | Second tour |
| Candidats      | Candidats             | Étiquette      | Voix         | %            | Voix        | %           |
| -------------- | --------------------- | -------------- | ------------ | ------------ | ----------- | ----------- |
|                | Daniel Rostein        | RPR            | 2 044        | 27,90        | 3 418       | 54,13       |
|                | Michel Girand*        | PS             | 2 014        | 27,49        | 2 897       | 45,87       |
|                | Louis-Francois Martin | PS             | 1 367        | 18,66        | Retrait     | Retrait     |
|                | Michel Chougny        | FN             | 773          | 10,55        |             |             |
|                | Patrick Centelles     | PCF            | 764          | 10,43        |             |             |
|                | Louis Taminau         | DVD            | 364          | 4,97         |             |             |
|                |                       |                |              |              |             |             |
| Inscrits       | Inscrits              | Inscrits       | 11 932       | 100,00       | 11 932      | 100,00      |
| Abstention     | Abstention            | Abstention     | 4 088        | 34,26        | 4 931       | 41,33       |
| Votants        | Votants               | Votants        | 7 844        | 65,74        | 7 001       | 58,67       |
| Blancs et nuls | Blancs et nuls        | Blancs et nuls | 518          | 6,60         | 686         | 9,80        |
| Exprimés       | Exprimés              | Exprimés       | 7 326        | 93,40        | 6 315       | 90,20       |

*sortant

### Canton de Prémery
| Candidats      | Candidats       | Étiquette      | Premier tour | Premier tour |
| Candidats      | Candidats       | Étiquette      | Voix         | %            |
| -------------- | --------------- | -------------- | ------------ | ------------ |
|                | Paul Cabarat*   | DVD            | 1 319        | 54,06        |
|                | Bruno Noble     | PCF            | 461          | 18,89        |
|                | Sylviane Hequet | PS             | 414          | 16,97        |
|                | Pascal Heraut   | FN             | 246          | 10,08        |
|                |                 |                |              |              |
| Inscrits       | Inscrits        | Inscrits       | 3 592        | 100,00       |
| Abstention     | Abstention      | Abstention     | 1 005        | 27,98        |
| Votants        | Votants         | Votants        | 2 587        | 72,02        |
| Blancs et nuls | Blancs et nuls  | Blancs et nuls | 147          | 5,68         |
| Exprimés       | Exprimés        | Exprimés       | 2 440        | 94,32        |

*sortant

### Canton de Saint-Saulge
| Candidats      | Candidats         | Étiquette      | Premier tour | Premier tour | Second tour | Second tour |
| Candidats      | Candidats         | Étiquette      | Voix         | %            | Voix        | %           |
| -------------- | ----------------- | -------------- | ------------ | ------------ | ----------- | ----------- |
|                | Georges Berthier  | PS             | 647          | 32,25        | 939         | 48,20       |
|                | Robert de Thoury* | RPR            | 517          | 25,77        | 1 009       | 51,80       |
|                | Sylvain Lopinto   | PS             | 332          | 16,55        | Retrait     | Retrait     |
|                | Paul-Marie Cointe | DVD            | 312          | 15,55        | Retrait     | Retrait     |
|                | Charles Motyka    | PCF            | 91           | 4,54         |             |             |
|                | Georges Goguelat  | FN             | 86           | 4,29         |             |             |
|                | Chantal de Thoury | EXD            | 21           | 1,05         |             |             |
|                |                   |                |              |              |             |             |
| Inscrits       | Inscrits          | Inscrits       | 2 764        | 100,00       | 2 762       | 100,00      |
| Abstention     | Abstention        | Abstention     | 674          | 24,38        | 722         | 26,14       |
| Votants        | Votants           | Votants        | 2 090        | 75,62        | 2 040       | 73,86       |
| Blancs et nuls | Blancs et nuls    | Blancs et nuls | 84           | 4,02         | 92          | 4,51        |
| Exprimés       | Exprimés          | Exprimés       | 2 006        | 95,98        | 1 948       | 95,49       |

*sortant

### Canton de Tannay
| Candidats      | Candidats          | Étiquette      | Premier tour | Premier tour |
| Candidats      | Candidats          | Étiquette      | Voix         | %            |
| -------------- | ------------------ | -------------- | ------------ | ------------ |
|                | Philippe Nolot     | DVD            | 1 161        | 59,63        |
|                | André Grosjean*    | PS             | 447          | 22,96        |
|                | Jean-Charles Bloch | DVD            | 158          | 8,12         |
|                | Lucien Sarra       | PCF            | 100          | 5,14         |
|                | Bernard Copin      | FN             | 81           | 4,16         |
|                |                    |                |              |              |
| Inscrits       | Inscrits           | Inscrits       | 2 653        | 100,00       |
| Abstention     | Abstention         | Abstention     | 632          | 23,82        |
| Votants        | Votants            | Votants        | 2 021        | 76,18        |
| Blancs et nuls | Blancs et nuls     | Blancs et nuls | 74           | 3,66         |
| Exprimés       | Exprimés           | Exprimés       | 1 947        | 96,34        |

*sortant

### Canton de Varzy
| Candidats      | Candidats            | Étiquette      | Premier tour | Premier tour |
| Candidats      | Candidats            | Étiquette      | Voix         | %            |
| -------------- | -------------------- | -------------- | ------------ | ------------ |
|                | Michel Noël*         | DVD            | 1 687        | 67,05        |
|                | Claudine Boisorieux  | PS             | 423          | 16,81        |
|                | Noémie-Laure Horvath | FN             | 249          | 9,90         |
|                | Alain Bienabe        | PCF            | 157          | 6,24         |
|                |                      |                |              |              |
| Inscrits       | Inscrits             | Inscrits       | 3 814        | 100,00       |
| Abstention     | Abstention           | Abstention     | 1 118        | 29,31        |
| Votants        | Votants              | Votants        | 2 696        | 70,69        |
| Blancs et nuls | Blancs et nuls       | Blancs et nuls | 180          | 6,68         |
| Exprimés       | Exprimés             | Exprimés       | 2 516        | 93,32        |

*sortant